# 林小寶
林小寶，香港女歌手、舞台劇演員、配音員。畢業於香港演藝學院戲劇學院，現為自由身演員及配音員。曾八奪香港舞台劇獎，包括四次最佳女主角(悲/正劇)、兩次最佳女配角(喜/鬧劇)及兩次最佳女配角(悲/正劇)。 本港劇壇中只有鍾景輝在香港舞台劇獎中獲獎比她多。歌聲非常動聽，在獲最佳女主角獎的四齣舞台劇中，其中三齣均為音樂劇，足以證明實力非凡。

## 舞台劇
- 創奇者
- 遇上1941的女孩
- 邊城
- 四川好人
- 我愛阿愛
- 愛上愛上誰人的新娘
- 山村老師
- 嬉春酒店
- 月亮上的爸爸媽媽
- 鬼劇院
- 一期一會
- 四千金
- 白蛇新傳
- 2015年，加拿大本拿比《寄不出的情書》[2]

## 配音作品
※粗體表示為作品中的主角或要角

### 電視動畫
- K-ON!：田井中律、鈴木純（Animax版本）
- 大紅狗奇李褔
- Sabrina，Sabrinal I
- Sabrina Feature
- 小馬樂園
- 萬能阿曼
- 植木的法則－植木耕助
- 家庭教師REBORN! 殺手利邦－利邦、三浦春、白安琪、澤田奈奈、瑪蒙、歐蕾加諾、切爾貝洛、黑川花（十年後）、野猿、獄寺的母親、愛麗絲·赫本（第一、二季）

### 劇場版／動畫電影
- 貓之報恩－吉岡春
- 劇場版 鋼之鍊金術師 森巴拉的征服者－格蕾莎、莉莎·褔艾

### 電影
- 十面埋伏
- 千機變2
- 幪面超人響鬼 ~響鬼與七人之戰鬼
- 哈利波特—鳳凰會的密令
- 迷你魔界大冒險

## 音樂專輯
- 《林小寶的心歌》（2007年）
- 《You Make Me Feel Brand New》（2008年）
- 《細水長流》（2011年）

## 流行文化
林氏師妹、教師作家范詠誼曾於2021年散文集《致我們的中學時光》文章《大大小小的比賽》憶述「她的歌聲，不得了，婉轉動聽不在話下，她是在用美妙的嗓音訴說動人的故事，台下的我的心神驀地被她攝住，那一刻，魂魄彷彿飄離了侷促的禮堂，她唱完最後一句，仍餘音裊裊，不絕於縷」（第122頁）

## 外部連結
1. ↑  〈Bonnie 李婉華訪問 香港舞台劇最佳女主角 林小寶〉 （页面存档备份，存于），加拿大中文電台am1470，2014年07月30日。
2. ↑  舞台劇《寄不出的情書》4月中公演 （页面存档备份，存于），《星島日報》（加拿大），2015年02月13日。